# 张宁 (羽毛球运动员)
張寧（1975年5月19日—），辽宁錦州人，中国退役羽毛球運動員，中国羽毛球队助理教练。自1994年开始代表中国出战国际的比赛，2003年夺得个人首个世界冠军。她不仅是首位获得过世锦赛和奥运会女单“双料冠军”的中国选手；同时，还是首位蝉联奥运会羽毛球女子单打金牌的运动员。她还曾是羽毛球历史上获得奥运会金牌年龄最大的运动员，得第二面金牌時已經33歲89天（后来这一纪录被印尼选手格雷西娅·波利超过）。2021年，入選羽毛球世界聯會名人堂。

## 运动生涯
张宁于1985年开始在“锦州市体校”练习羽毛球；4年后入“辽宁省体校”，并在当年成为省羽毛球队的成员之一；1989年时，入选中国国家羽毛球队。她是和叶钊颖、龚智超等，同期的羽毛球国手；但是，是一位典型的“大器晚成”的运动员。

### 初出茅庐
1994年，年仅19岁的张宁开始代表中国参加世界级比赛。当年，她就赢得了法国羽毛球公开赛的女单冠军，以及哥本哈根精英赛女单第三名。但是，在尤伯杯的冠亚军争夺战中，作为第三号单打选手，张宁在决胜局中负于印度尼西亚选手张海丽，使得她成为中国女队首次丢掉尤伯杯的“罪人”。

### 冷宫待遇
此后，虽然张宁在国内外的一些比赛中，也有不俗的表现，还曾获得中国公开赛女单冠军。但是，在1996年尤伯杯决赛中的再度输球，使得她被彻底打入“冷宫”。而同时代的中国女子单打选手，人材济济，如叶钊颖、龚智超、戴韫等人，都处在个人巅峰状态。因此，自1996年后的六年时间里，张宁都只是中国女子单打的五号、六号人物，根本没有机会参加像尤伯杯、奥运会这样的重大国际赛事。

### 重返舞台
尽管在经历着漫长的低潮期，张宁并没有放弃训练。在六年后，随着和自己同时代的一批队员的退役，张宁才逐步地回到中国女单的三、四号主力的位置；并在连续参加了2002年的尤伯杯和釜山亚运会，成为团体主力成员并获得了冠军。
在2003年羽毛球世锦赛1/4决赛中，张宁遇到了老对手——印度尼西亚名将张海丽。但这次，张宁没有手软，以2-0轻松淘汰了对手；并在第二局中，打了对方一个11比0。最终，张宁获得了这次世锦赛的冠军。这也是她个人的首个世界冠军。

### 问鼎奥运
在2004年的雅典奥运会上，荷兰籍印尼選手张海丽淘汰了中国运动员龚睿那后，在决赛中挑战张宁。这是两人第13次在国际大赛中对决對；前12次交手中，双方各勝6次。最終，张宁以2:1击败了对手，以29岁的年龄赢得了奥运冠军，成为羽毛球史上年龄最大的女子奥运冠军；同时，她还是首位世錦賽兼奥运会女单“雙料冠軍”的中国选手。而此时，距1994年尤伯杯败给张海丽，也整整十年了。因此，这场比赛的胜利，还媒体戏称为“君子报仇，十年不晚”。

### 蝉联第一
这样的骄人成绩，并没有使张宁放弃前进的步伐。在2005年和2007年的苏迪曼杯、以及2006年的尤伯杯中，张宁一直都作为女单第一主力为中国队夺冠立下了汗马功劳。然而，在国家队打拚的这14年，张宁也累积了不少伤病。随着更加年轻一代运动员的成长，外界也曾一度质疑张宁是否应该退役。但她顶住了重重压力，并在2008年7月凭借奇迹般的恢复状况，再次跻身2008年北京奥运会的阵容。
比赛中，张宁先后击败全在娟、皮红艳、尤里安蒂等世界名将，以及当时排名世界第一的中国选手谢杏芳，蝉联了奥运会羽毛球女单冠军；成为第一个衛冕奥运会羽毛球女单金牌的运动员，她已于2008年11月正式退役，并进入中国国家队女单教练组工作。

### 入選世界羽聯名人堂
2021年6月2日，世界羽聯宣布張寧與另外兩位中國籍運動員蔡贇、傅海峰一同入選羽毛球世界聯會名人堂。

## 特殊紀錄
- 1994年，法国公开赛女单冠军，尤伯杯赛亚军主力成员，哥本哈根精英赛女单第3名；
- 1995年，第3届城运会女单亚军、混双亚军(与于洋合作)，全国锦标赛女单亚军；
- 1996年，瑞典公开赛女单冠军，尤伯杯赛亚军主力成员，亚洲杯女单冠军；
- 1998年，全英公开赛女单亚军，马来西亚公开赛女单冠军，曼谷亚运会团体冠军主力成员，丹麦精英赛女单冠军，大奖赛总决赛女单冠军；
- 1999年，韩国公开赛女双亚军；
- 2001年，新加坡公开赛女单冠军，亚洲锦标赛女单冠军，世锦赛女单第3名，哥本哈根精英赛女单亚军；
- 2002年，韩国公开赛女单冠军，中国、印尼、新加坡公开赛女单亚军，亚锦赛女单亚军；
- 2003年，瑞士公开赛女单冠军，新加坡、德国、中国香港、公开赛女单冠军；世锦赛女单冠军；
- 2004年，韩国、日本公开赛女单冠军，尤伯杯冠军成员，雅典奥运会女单冠军；
- 2005年，世锦赛女单亚军；
- 2006年，尤伯杯冠军成员，世锦赛女单亚军，日本公开赛女单冠军；
- 2008年，北京奥运会羽毛球女单冠军。